# Mary Bonner Baker
Mary Bonner Baker est une actrice américaine. Elle est la fille de l'ancien secrétaire d'État américain James Baker.

## Filmographie
- 2003 : K Street (série TV) : Elle-même (#1 episode, 2003)
- 2005 : How I Got Lost, de Joe Leonard : Sarah
- 2005 : La Coccinelle revient (Herbie Fully Loaded), de Angela Robinson : Female Fan
- 2007 : Love and Mary, de Elizabeth Harrison : Kiki
- 2007 : La Guerre selon Charlie Wilson (Charlie Wilson's War) de Mike Nichols : Marla - Charlie's Angels
- 2008 : Recount (TV),  de Jay Roach : Kerey Carpenter